# 黎克昌
黎克昌（越南语：／，1440年—1476年），越南黎初朝宗室，後黎朝第2代皇帝黎太宗的第二子。

## 生平
1441年十一月十六日，黎太宗立皇三子黎邦基為皇太子。皇长子黎宜民封諒山王，皇次子黎克昌封新平王。后来改封恭王。1459年，黎宜民弑杀黎仁宗黎邦基篡位。1460年六月，大臣废黜黎宜民，先迎恭王黎克昌，恭王黎克昌固辭，于是迎立太宗第四子嘉王黎思诚即帝位，是为黎圣宗。1476年六月，有人向黎圣宗诬告黎克昌潛謀大逆。六月十六日，黎圣宗下詔捕拿恭王黎克昌。八月初六日，黎克昌病死。

## 后代
黎克昌之子黎真，黎真之子静修公黎禄，黎禄之子黎榜、黎槱在黎初朝末年反对黎昭宗黎椅，起兵称帝。